# Venant (Bouble)
Pour les articles homonymes, voir Venant.
Le Venant est un petit cours d'eau qui coule entièrement dans le département de l'Allier en région Auvergne-Rhône-Alpes, et un affluent de la Bouble, donc un sous-affluent de la Loire, par la Sioule et l'Allier.

## Géographie
Il prend sa source sur la commune de Tronget, à 428 m d'altitude, près du lieu-dit les Fours à Chaux.
Il se dirige vers le sud pour rejoindre la Bouble en rive gauche, près du Pont Pacaud, à la limite des communes de Vernusse et de Target, à 336 m d'altitude. Sa longueur est de 23,94 kilomètres.
À noter qu'il coule sous un ouvrage d'art de l'autoroute A71 : le viaduc du Venant.

### Communes et cantons traversés
Dans le seul département de l'Allier, le Venant traverse les sept communes suivantes, de l'amont vers l'aval, de Tronget (source), Deux-Chaises, Saint-Marcel-en-Murat, Voussac, Blomard, Target, Vernusse (confluence).
Soit en termes de cantons, le Venant prend source sur le canton de Souvigny, traverse le canton de Gannat, et conflue dans le canton de Commentry, le tout dans les arrondissements de Moulins et de Montluçon.

## Affluents
Le Venant a dix affluents référencés.
Son principal affluent est le ruisseau de Puy-Guillon (rd), grossi par le Suchet. Donc son rang de Strahler est de trois.